# Sèmè-Kpodji
Sèmè-Kpodji is een van de 77 gemeenten (communes) in Benin. De gemeente ligt in het departement Ouémé en telt 115.238 inwoners (2002).

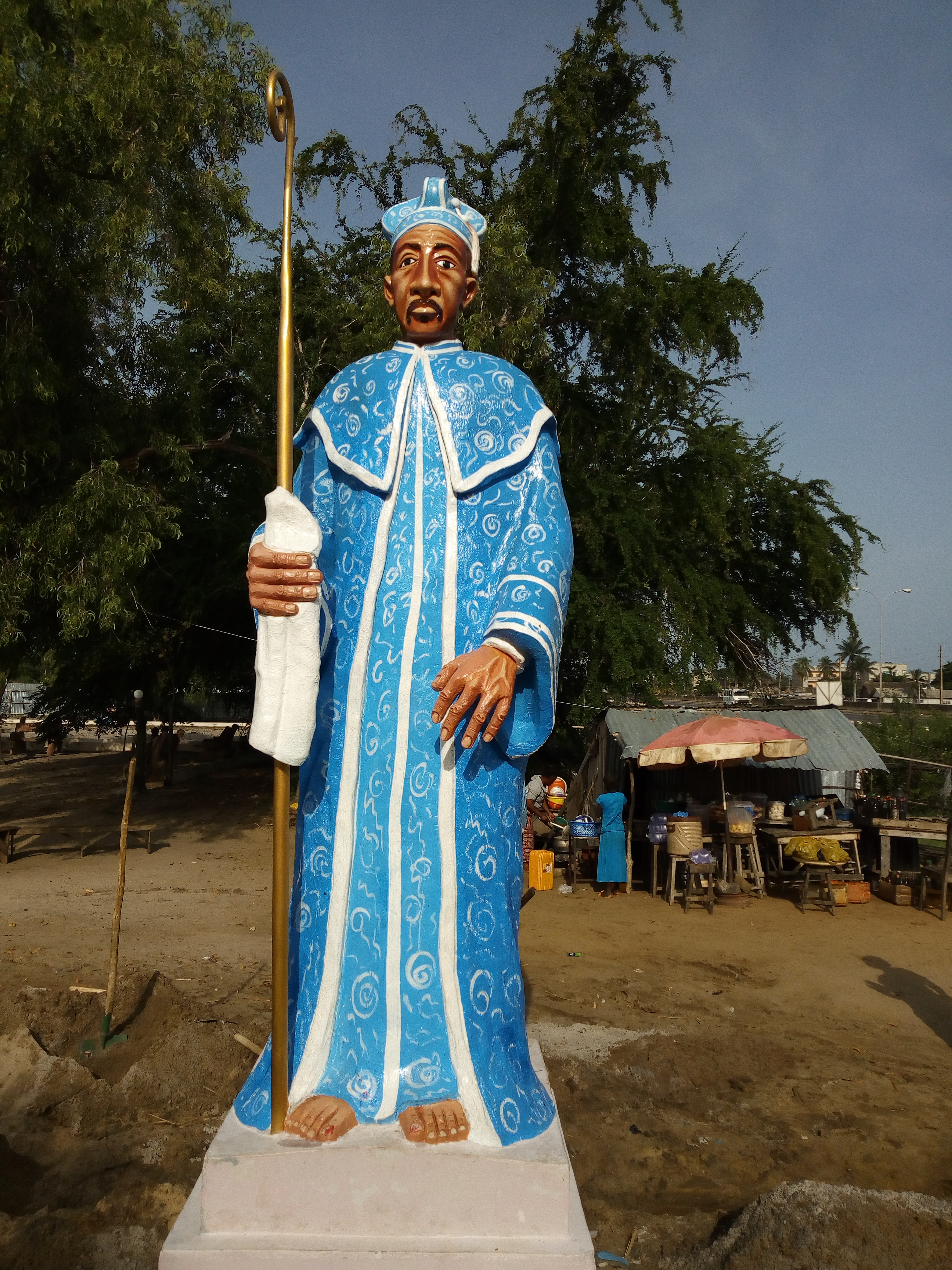
Standbeeld van een zekere profeet Oshoffa in Sèmè-Kpodji